# Psychotria diguana
Psychotria diguana är en måreväxtart som först beskrevs av Paul Carpenter Standley och Julian Alfred Steyermark, och fick sitt nu gällande namn av Charlotte M. Taylor. Psychotria diguana ingår i släktet Psychotria och familjen måreväxter. Inga underarter finns listade i Catalogue of Life.